# معركة جال المطلاع
معركة جال المطلاع هي معركة وقعت في المطلاع خلال الغزو العراقي للكويت في الساعة الرابعة من صباح يوم 2 أغسطس 1990 بين كتيبة مغاوير كويتية وبين ارتال القوات العراقية المتقدمة إلى العاصمة عبر الطريق السريع رقم 80.

## المعركة
في الساعة 2:00 من يوم 2 أغسطس 1990 كلفت قوات المغاوير بحماية محطة أم العيش فقامت سرية مغاوير ناقصة بمهمة القيام بحماية محطة أم العيش حتى وصول سرية مشاة ميكانيكية من اللواء السادس، في الساعة 4:00 كلفت السرية بمهمة حماية مركز المطلاع فحتل فصيلين من المغاوير مواقع كمائن عند سلسلة مرتفعات المطلاع فاشتبكت مع القوات العراقية المتقدمة على الطريق ونفذت قوات المغاوير الكويتية عدة هجمات على مواقع مختارة كلفت القوات العراقية خسائر كبيرة لاسيما في الأفراد، وقد ساعدت طبيعة الأرض قوات المغاوير في المرحلة الأولى قبل أن تحاصرهم نيران مدافع الهاون مما أجبرهم على التراجع إلى المعسكر لإعادة التسليح والتنظيم واسعاف الجرحى.
خلال تلك الأثناء تمكنت القوات العراقية من محاصرة المعسكر ودار اشتباك بين قوات المغاوير والقوات العراقية فاستطاع خلال ذلك قسم من المغاوير الانسحاب من المعسكر فيما أسر من لا يتمكن من ذلك، استمرت المعركة أربع ساعات وقدرت خسائر العراقيين مائة بين قتيل وجريح وإعطاب خمسة باصات محملة بالجنود فيما جرح أربع من قوات المغاوير الكويتية وأسر عدد غير محدد منهم.

## هوامش
1. 1 2 3 4  ملاحم يوم الفداء الكويتي، ص.94